# Orłowo (Nidzica)
Orłowo (deutsch Orlau) ist ein Dorf in der polnischen Woiwodschaft Ermland-Masuren. Es gehört zur Gmina Nidzica (Stadt- und Landgemeinde Neidenburg) im Powiat Nidzicki (Kreis Neidenburg).

## Geographische Lage
Orłowo liegt 500 Meter südwestlich des Großen Orlausees (polnisch Jezioro Orłowo Wielkie) im Südwesten der Woiwodschaft Ermland-Masuren, zehn Kilometer nördlich der Kreisstadt Nidzica (deutsch Neidenburg).

## Geschichte

### Ortsgeschichte
1397 wurde das Dorf Orlaw, 1537 das gleichnamige Gut – nach 1574 beide Orlau genannt – gegründet. Sowohl die Landgemeinde Orlau als auch der Gutsbezirk Orlau wurden 1874 in den gleichnamigen Amtsbezirk im ostpreußischen Kreis Neidenburg eingegliedert.
382 Einwohner wurden 1910 registriert, von denen 195 in der Gemeinde Orlau (mit dem Wohnplatz Orlaumühle) und 187 im Gutsbezirk Orlau wohnten.
Aufgrund der Bestimmungen des Versailler Vertrags stimmte die Bevölkerung in den Volksabstimmungen in Ost- und Westpreußen am 11. Juli 1920 über die weitere staatliche Zugehörigkeit zu Ostpreußen (und damit zu Deutschland) oder den Anschluss an Polen ab. In Orlau stimmten 228 Einwohner für den Verbleib bei Ostpreußen, auf Polen entfielen keine Stimmen.
Am 1. November 1928 schlossen sich die Landgemeinde und der Gutsbezirk Orlau zur neuen Landgemeinde Orlau zusammen. Die Einwohnerzahl belief sich 1933 auf 426 und 1939 auf 422.
In Kriegsfolge wurde 1945 das gesamte südliche Ostpreußen und somit auch Orlau an Polen überstellt. Das Dorf erhielt die polnische Namensform „Orłowo“ und ist heute als Sitz eines Schulzenamts (polnisch Sołectwo) eine Ortschaft im Verbund der Gmina Nidzica (Stadt- und Landgemeinde Neidenburg) im Powiat Nidzicki (Kreis Neidenburg), bis 1998 der Woiwodschaft Olsztyn, seither der Woiwodschaft Ermland-Masuren zugehörig. Im Jahre 2011 zählte Orłowo 204 Einwohner.

### Amtsbezirk Orlau (1874–1945)
Zum Amtsbezirk Orlau gehörten bei seiner Errichtung 1874 insgesamt sieben Kommunen, am Ende im Jahre 1945 waren es aufgrund struktureller Veränderungen noch fünf.
| Deutscher Name                                             | Geänderter Name 1938 bis 1945 | Polnischer Name | Anmerkungen                                        |
| ---------------------------------------------------------- | ----------------------------- | --------------- | -------------------------------------------------- |
| Jablonken                                                  | Seehag                        | Jabłonka        |                                                    |
| Kommusin, Forst                                            |                               | Koniuszyn       | 1929 in den Forstbezirk Hartigswalde eingegliedert |
| Lykusen                                                    |                               | Likusy          |                                                    |
| Orlau (Dorf)                                               |                               | Orłowo          |                                                    |
| Orlau (Gut)                                                |                               |                 | 1928 mit der Landgemeinde Orlau vereinigt          |
| Orlaumühle                                                 |                               | Orłowo Młyn     | vor 1908 zur Landgemeinde Orlau                    |
| Wolka                                                      | Großkarlshof                  | Wólka Orłowska  |                                                    |
| nachträglich: Hartigswalde, Anteil Kreis Neidenburg, Forst |                               | Dłużek          |                                                    |

## Ehrenfriedhof Orlau
Auf dem einstigen Orlauer „Heldenfriedhof“ ruhen 1430 Kriegsopfer des Gefechts bei Orlau am 23. August 1914 im Rahmen der Schlacht bei Tannenberg.

## Kirche
Bis 1945 war Orlau in die evangelische Kirche Lahna in der Kirchenprovinz Ostpreußen der Kirche der Altpreußischen Union und auch in die römisch-katholische Kirche Neidenburg im damaligen Bistum Ermland eingepfarrt.
Heute gehört Orłowo katholischerseits zur Pfarrei Łyna im jetzigen Erzbistum Ermland, außerdem evangelischerseits zur Heilig-Kreuz-Kirche Nidzica in der Diözese Masuren der Evangelisch-Augsburgischen Kirche in Polen.

## Verkehr
Orłowo liegt an einer Nebenstraße, die die Schnellstraße 7 an der Ausfahrt Rączki (Rontzken, 1938 bis 1945 Hornheim) mit der Woiwodschaftsstraße 545 bei Moczysko (Adlershorst) verbindet. Vom Nachbarort Radomin führt eine Nebenstraße direkt in den Ort. 
Eine Anbindung an den Bahnverkehr besteht nicht.

## Persönlichkeiten
- Gertrud Dorka (* 19. März 1893 in Orlau), deutsche Pädagogin und Archäologin,[10] von 1947 bis 1958 Direktorin des Museums für Vor- und Frühgeschichte in Berlin († 1976)